# Mar de Scotia

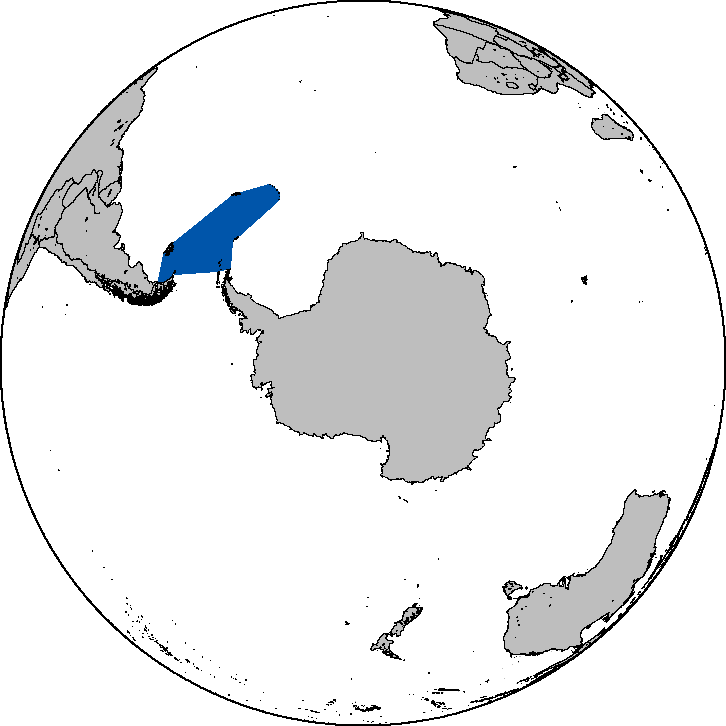
Zona aproximada que ocupa el Mar de Scotia (hemisferi sud)

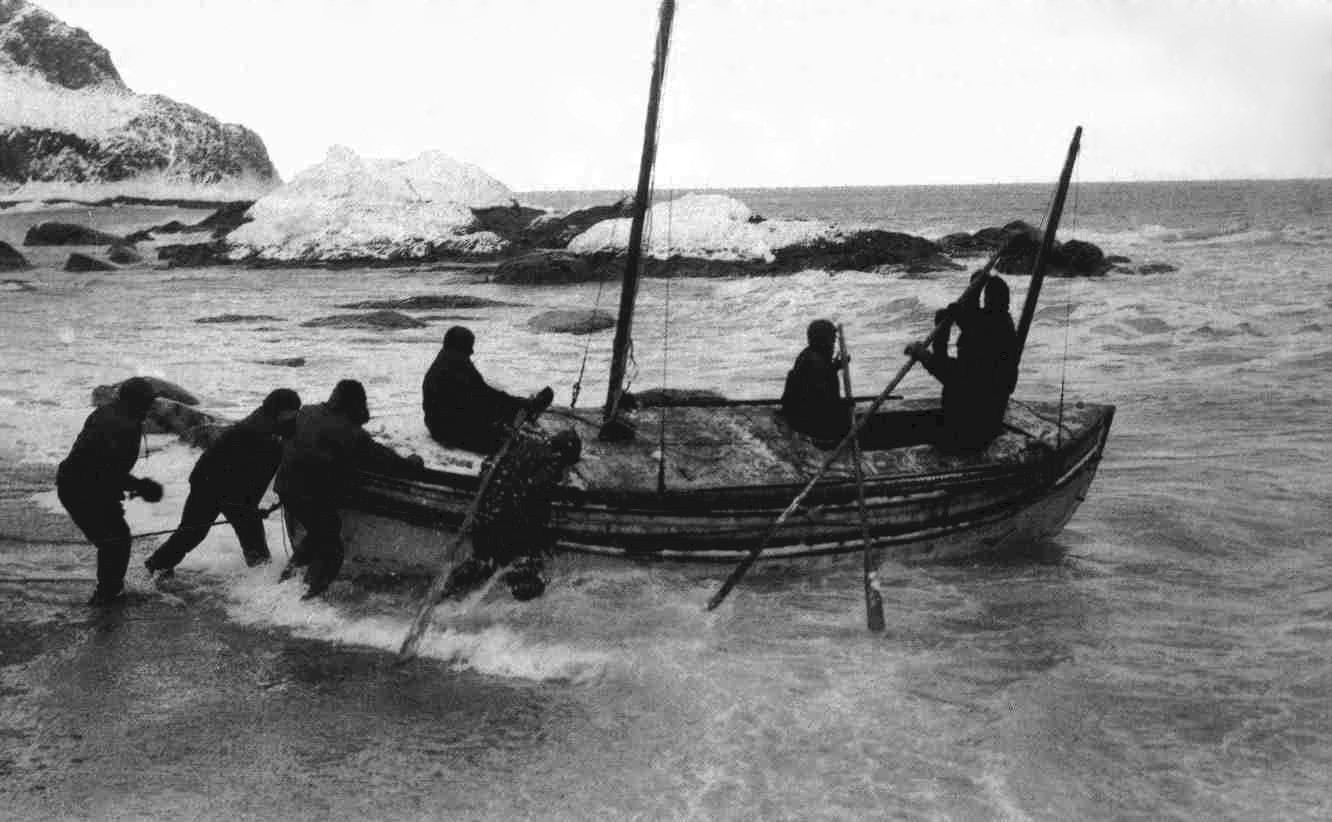
Desembarcament del bot James Caird a la costa de l'illa Elefant el 24 d'abril de 1916

El Mar de Scotia (57° 30′ S, 40° 00′ O / 57.500°S,40.000°O) és un mar situat a la vora nord de l'Oceà Antàrtic al límit amb l'oceà Atlàntic Sud. Limita a l'oest amb el pas de Drake i al nord, a l'est i al sud amb l’Arc d'Escòcia, un sistema d'arcs i illes submarins que suporta diverses illes. El mar es troba al cim de la Placa de Scotia. Porta el nom del vaixell d'expedició Scotia. S'hi fonen molts icebergs.
Habitualment hi tenen lloc moltes tempestes i és fred, el Mar de Scotia és la zona d'aigua entre Terra del Foc, Geòrgia del Sud, Illes Sandwich del Sud, Illes Orkney del Sud i la Península Antàrtica, i fa frontera a l'oest amb el Passatge Drake. Les illes estan al cim de la Serralada Scotia la qual emmarca el Mar de Scotia al nord, l'est i el sud. La mar de Scotia ocupa una superfície d'uns 900.000 km².
Les seves illes són rocoses i parcialment cobertes de gel i neu durant tot l'any.

## Ubicació i descripció
El mar de Scotia és la zona d'aigua entre el pas de Drake, la Terra del Foc, Geòrgia del Sud, les illes Sandwich del Sud, les illes Òrcades del Sud i la península Antàrtica. Tots aquests grups d'illes es troben al cim de l'Arc d'Escòcia, que emmarca el mar al nord, a l'est i al sud. El mar de Scotia cobreix una àrea d'uns 900.000 km². Aproximadament la meitat del mar es troba per sobre de la plataforma continental.
Tot i que les illes Scotia Arc tenen un clima dur i mai han estat ocupades de manera permanent, fa temps que s'han utilitzat com a base per a la pesca i la caça de foques. La vida salvatge d'aquestes illes remotes està amenaçada per espècies introduïdes, especialment a Geòrgia del Sud, on fins i tot animals grossos, inclosos els rens (ara eliminats), han estat portats a les illes. Més danys als ecosistemes resulten de la sobrepesca. Geòrgia del Sud, les illes Sandwich del Sud i l'illa Bouvet estan protegides com a reserves naturals, sent l'illa Bird, Geòrgia del Sud, un lloc d'especial interès científic. Les foques estan encara més protegides per acords internacionals i les poblacions de foques s'estan recuperant.
Està dividit en dos sectors: la conca Occidental i la conca Oriental, totes dues conques abasten extensions similars i posseeixen la seva superfície submarina bastant anfractuosa amb profunditats mitjanes de 4500 metres corresponents a la placa tectònica Scotia. No obstant això, les més grans profunditats o avencs se situen a la Conca Occidental uns 200 km al sud del banc Namuncurá cap a, aproximadament, les coordenades 55°35'S/57°58'W; en aquesta zona la profunditat arriba als 5.840 metres sota el nivell mitjà del mar (vegeu Fossa de les Sandwich del Sud).
La mar de Scotia és sovint tempestuós i fred, les seves aigües fredes són riques en vida marina existint grans bancs de krill. Durant els hiverns, gran part de la seva superfície es congela i es cobreix amb banquisa procedent de la Inlandsis de l'Antàrtida, fins i tot a l'estiu és freqüent la presència de grans icebergs.

## Història
Va rebre aquest nom cap a l'any 1932 pel vaixell Scotia, utilitzat per l'expedició de la Scottish National Antarctic Expedition (1902–04) encapçalada per William S. Bruce. El viatger més famós del Mar de Scotia va ser Sir Ernest Shackleton.

## Flora i fauna
Formen l'ecoregió de la Tundra de les illes del Mar de Scotia. La vegetació consta de molses, líquens i algues. La fauna presenta ocells marins, pingüïns i foques. Entre els albatros: Diomedea melanophris, Thalassarche chrysostoma Phoebetria palpebrata, iDiomedea exulans. Només hi ha cins espècies d'ocells residents tot l'any i entre elles dues d'endèmiques: Anas georgica i Anthus antarcticus.
Les illes que voregen la mar de Scotia són rocoses i estan parcialment cobertes de gel i neu durant tot l'any; no obstant això, malgrat aquestes dures condicions, les illes alberguen vegetació i han estat descrites com l'ecoregió de la tundra de les illes de la mar de Scotia. Ecoregió, que inclou Geòrgia del Sud, les volcàniques illes Sandvitx del Sud i les Orcades del Sud en la mar de Scotia, així com les remotes illes Shetland del Sud, prop de la península Antàrtica, i el petit volcà aïllat anomenat Bouvet. Totes aquestes illes es troben en les març fredes situades sota la convergència antàrtica. Aquestes zones alberguen una vegetació de tundra composta per molses, líquens i algues, mentre que els ocells marins, els pingüins i les foques s'alimenten en les aigües circumdants.
Entre els pingüins n'hi ha molts de l'espècie Pingüí reial a Geòrgia del Sud especialment, i d'altres com el pingüí carablanc, el pingüí crestadaurat, el pingüí de corona blanca, el pingüí d'Adèlia, i el pingüí salta-roques (Eudyptes chrysocome).
Entre els ocells marins hi ha quatre espècies d'albatros: l'albatros de cella negra (Thalassarche melanophris), l'albatros de cap gris (Thalassarche chrysostoma), l'albatros de mantell clar (Phoebetria palpebrata) i l'albatros errant (Diomedea exulans). Només cinc espècies d'ocells romanen en terra a les illes, entre altres una raça endèmica de l'ànec de bec groc (Anas georgica) i el bisbita endèmic de Geòrgia del Sud (Anthus antarcticus). Altres ocells són el Petrell gegant antàrtic, amb importants colònies en l'illa Bird.
Entre les foques es troben l'os marí antàrtic (Arctocephalus gazella) i l'os marí subantártic (Arctocephalus tropicalis) en gran nombre, la foca lleopard (Hydrurga leptonyx), la foca de Weddell (Leptonychotes weddellii), l'enorme Elefant marí meridional (Mirounga lleonina), i la foca menjacrancs (Lobodon carcinophagus).

## Geopolítica
A l'Argentina, la mar de Scotia sol ser reivindicat com una extensió de la Mar Argentina, sent aquest un dels motius pel qual la República Argentina reclama sobirania sobre els territoris que s'hi situen. I s'hi troben territoris reclamats per l'Argentina com són Geòrgia del Sud i Illes Malvines.

## Sisme de 2006
Sota les aigües de la mar de Scotia interactuen les plaques tectòniques Sud-americana i Antàrtica. El mateix fons de la mar de Scotia està constituït per una petita placa satèl·lit de la Sud-americana: la Placa de Scotia que, al costat de la microplaca tectònica de les Sandvitx del Sud, s'enfonsa sota la placa Antàrtica en la Fossa de les Sandwich del Sud. Per això no són tan estranys els moviments tel·lúrics com l'ocorregut el 20 d'agost de 2006 (i a l'hora 0341 GMT). Va tenir lloc un terratrèmol i subseqüent sisme submarí amb una magnitud de 7,1 en l'escala de Richter. El punt exacte de l'epicentre va ser en les coordenades 61.011°S, 34.375°O i a una profunditat de 10 km.

## Sisme de 2013
Un sisme de 7,8 graus de magnitud es va registrar en la mar de Scotia a les 06.04 del 17 de novembre (hora i data local), a una profunditat de 10 km i amb una intensitat mercalli d'IX.